# Бургаско
 Тази статия е за историко-географската област.  За административната област вижте Бургас (област).  За общината вижте Бургас (община).
Бургаско е историко-географска област в Югоизточна България, около град Бургас.
Територията ѝ съвпада приблизително с някогашната Бургаска околия, а днес включва общините Приморско и Созопол, почти целите общини Бургас (без селата Българово и Миролюбово в Айтоско) и Камено (без селата Кръстина и Винарско в Айтоско), както и село Дебелт (днес в община Средец). Разположена е в Бургаската низина и североизточните части на Странджа. Граничи с Айтоско и Поморийско на север, Черно море на изток, Малкотърновско на юг и Средецко и Карнобатско на запад.